# Historias de la revolución
Historias de la revolución és una pel·lícula dramàtica cubana estrenada en 1960 i dirigida per Tomás Gutiérrez Alea. Va ser el primer llargmetratge de ficció realitzat pel ICAIC. Va participar en el 2n Festival Internacional de Cinema de Moscou.

## Sinopsi
A través de tres passatges ("El herido", "Rebeldes", "La batalla de Santa Clara"), es recorre la història de la insurrecció contra la dictadura de Fulgencio Batista.

## Repartiment
- Bertina Acevedo
- Enrique Fong
- Miriam Gómez
- Francisco Lago
- Lilian Llerena
- Calixto Marrero
- Reynaldo Miravalles
- Blas Mora
- Eduardo Moure
- Tomás Rodríguez
- Encarnita Rojas
- Pascual Zamora

## Palmarès cinematogràfic
- Premi de la Unió d'Escriptors de la URSS. 2n Festival Internacional de Cinema de Moscou, URSS, 1961.
- Premi especial. Festival Internacional de Cinema de Melbourne, Austràlia, 1962.